# Bokurano
Bokurano (ぼくらの lit. "Nuestro"?) es un manga japonés de ciencia ficción creado por Mohiro Kitoh,  dirigida por Hiroyuki Morita y producida por el estudio Gonzo, estrenada en 2007, y serializado mensualmente desde 2003 en Ikki Magazine. La serie consta de 11 tankōbon publicados por Shōgakukan, la que ha sido adaptada al anime además de contar con una versión de novela ligera con el título: Bokura no: Alternative (ぼくらの〜 〜 Bokura no Alternative?), contando con Renji Oki en la historia y con Mohiro Kitoh en el diseño de los personajes.
El manga está licenciado en inglés por Viz Media, responsables de su publicación en inglés en línea en la versión de Ikki. El 3 de agosto de 2009 el anime comenzó a ser transmitido en Animax.

## Argumento
Durante un campamento de verano, 15 niños (8 niños y 7 niñas) encontraron una gruta a la orilla del mar y descubrieron en las profundidades algunos equipos de trabajo y ordenadores, al poco tiempo aparece el propietario: un hombre que se presenta como "Kokopelli" quien dice ser un programador trabajando en un nuevo juego donde un gran robot debe defender la Tierra contra las invasiones de extraterrestres. Este persuade a los niños a probar el juego, previamente registrándose como pilotos en el juego. Todos menos una se registraron, para luego, un momento después, despertar misteriosamente en la costa, con la creencia de que lo que pasó fue solo un sueño.
Esa noche, dos robots gigantes hacen su aparición repentinamente en la playa. También aparece frente a ellos una pequeña criatura que se presenta a sí misma como "Koyemshi" y afirma ser su guía en las batallas. A continuación, sin comprenderlo, los niños son tele-trasportados dentro de uno de los robots con el fin de derrotar al robot enemigo. Durante la batalla, se les da a los niños un breve tutorial sobre cómo operar el robot, pilotado por Kokopelli y les muestra como se puede destruir al enemigo. Una vez terminada la batalla, Kokopelli les dice a los niños que ahora está en sus manos y los envía de nuevo a la playa. Mientras los niños son tele-trasportados, Kokopelli susurra un "Lo siento" entrecortado.
Takashi Waku es el primer piloto del robot nombrado "Zearth" por Maki, después de un debate entre los chicos. Tras la batalla, Waku accidentalmente cae en el mar aparentemente empujado por Ushiro. Posteriormente, el segundo piloto: Masaru Kodaka, muere también al finalizar su batalla. Estos sucesos llevan a un descubrimiento espeluznante: Koyemshi revela que Zearth usa como fuente de energía la fuerza vital del piloto y el costo de cada victoria es su vida. Además las batallas consisten no solo en una lucha por la temporal supervivencia de sus pilotos, sino también de todo su universo.

## Reglamento de la batalla
- Cada grupo de pilotos debe utilizar su robot para combatir y derrotar al enemigo, sin derecho a perder una sola vez. Cada batalla debe concluirse en 48 horas como máximo. Si se pierde una batalla, o el tiempo expira, el mundo será destruido y toda la vida se extingue.
- La batalla se gana mediante la búsqueda de la cabina de pilotaje del robot enemigo, que se encuentra en algún lugar en su cuerpo y matando a su piloto.
- Mientras el piloto sea asesinado por un nativo del mundo oponente, la victoria es válida, el piloto no es el único que puede hacerlo.
- El robot consume la fuerza de la vida de quien lo pilotea, por lo tanto, incluso si el piloto sobrevive a la batalla, su vida termina poco después.
- El piloto debe ser una de las personas que firmaron el contrato y solo después que un enemigo es derrotado, el piloto de la siguiente batalla se selecciona entre ellos.
- El piloto controla totalmente al robot con su propia voluntad y todos los conocimientos acerca de su capacidad puede ser implantado dentro de su memoria si se desea.
- Mientras que un piloto puede controlar el robot desde el exterior, las normas prohíben a los pilotos estar en cualquier lugar salvo la cabina del piloto cuando se lucha contra un enemigo.
- Un cambio en el control no se permite a menos que el piloto escogido muera por causas ajenas a la pelea antes que su batalla haya terminado. En este caso, el control del robot es automáticamente elegible para otro piloto y él/ella debe seguir el combate.
- Cuando el piloto muere después de ganar una batalla, normalmente el cuerpo es entregado a su familia. Sin embargo, el piloto tiene el derecho de decidir previamente cómo será manejado. Se puede hacer desaparecer o almacenarlo en una de las muchas grietas en el interior del robot, por ejemplo.
- Personas de un mundo son capaces de firmar el contrato para luchar por otro mundo, sin embargo, no pueden ser parte de más de un contrato a la vez.
- Si en algún momento el grupo está por debajo de los pilotos para completar el resto de batallas, otras personas deben firmar el contrato para cubrir la cuota.
- Koyemshi debe aparecer cada vez que un piloto lo invoca y debe obedecer los deseos del piloto, incluso si se incluye ser teletransportado fuera del robot en el centro de una lucha para escapar.
- Koyemshi no puede teletransportar el robot durante una pelea, aunque él es capaz de citar fuera de una lucha cada vez que decide.
- Si el último piloto resulta victorioso en su batalla podrá vivir y será enviado a otro mundo, con la tarea de encontrar otro grupo de personas para ser los pilotos que manejen el robot y representen a su mundo, usando la primera batalla como una demostración para ellos. El número de pilotos que se necesitan no tiene que ser 15 necesariamente, si el mundo tiene suerte puede ser otro número, como 11.

### Normas únicas del manga
- Si no hay ningún piloto para el robot, la batalla empieza con independencia. Todos los ataques al robot son anulados. Si no hay piloto contratado dentro de las 24 horas del inicio de la batalla, entonces el oponente gana, aun así el piloto muere. Si un piloto es contratado, entonces la batalla se lleva a cabo en el resto del tiempo.
- Si el piloto sobreviviente pierde la batalla de demostración en la siguiente Tierra, los contratistas de ese mundo revivirán y el mundo no será destruido. Pero el mundo del piloto será destruido en su lugar.

### Normas únicas del anime
- El guía del grupo (Koyemshi en el caso del equipo Zearth) tiene la autoridad para determinar el orden de los pilotos.
- El actual piloto llevará un tatuaje como marca en su cuerpo, que se parece a un rasgo del enemigo robot que él/ella debe destruir. Cuando la batalla se gana, la marca desaparece antes que el piloto muera.
- El piloto elegido, luego de haber ganado la batalla, cuenta con aproximadamente cinco minutos de vida restante, en los cuales conserva uso completo de su energía.
- Si el piloto gana una batalla sin haber tenido que utilizar al robot y sin intervención de otro habitantes de su mundo no morirá ya que no fue necesario utilizar su energía para activarlo, sin embargo, deberá volver a luchar en la siguiente batalla bajo las mismas condiciones, estando destinado a morir tras esta.
- El piloto final aún tiene la tarea de seleccionar pilotos en el próximo universo, pero si el piloto sobrevive la batalla, su vida será limitada.

## Contenido de la obra

### Manga
Fue serializado mensualmente en Ikki Magazine desde 2003 hasta 2009, completando 11 tankōbon recopilados por Shōgakukan.

### Anime
Una adaptación de anime dirigida por Hiroyuki Morita y producida por Gonzo, fue estrenada el 8 de abril de 2007 en Japón constando de 24 episodios.
Cada capítulo de Bokurano tiende a centrarse exclusivamente en un personaje: el próximo piloto. Comienza con información básica sobre el carácter y sus motivaciones subyacentes antes de la batalla. Los episodios se llaman de acuerdo al aspecto en que se centra el personaje.
La serie fue estrenada en América Latina por Animax, siendo estrenada el 3 de agosto de 2009.

#### Banda sonora
Banda sonora original por Yuji Nomi.
Opening
- Uninstall (アンインストール?) por Chiaki Ishikawa

Ending
- Little Bird por Chiaki Ishikawa (episodio 1 - episodio 12)
- Vermillion por Chiaki Ishikawa (episodio 13 - episodio 24)

### Novela ligera
También hay una novela ligera titulada Bokura no: Alternative. Mohiro Kitoh únicamente se ocupa de los diseños de personaje, ya que la historia está escrita por Renji Ohki.
Representa la mayoría de los personajes originales de la manga, acompañados por un puñado de otros nuevos, con la misma tarea de proteger al mundo a expensas de sus propias vidas.

## Controversia
En cuanto a las diferencias entre las historias del manga y el anime, Hiroyuki Morita, quien dirigió el anime, escribió en su blog que a él no le gusta la historia original y, en cierto modo, realizó cambios en el argumento por ese motivo. Él también escribió que, en un momento en una fase temprana del desarrollo del espectáculo, pidió al autor de manga Mohiro Kitoh si podía encontrar alguna forma de salvar los personajes principales; los niños que deben pilotear a Zearth. Él escribió que Kitoh respondió que su elección estuvo bien, siempre y cuando los cambios no implicarán "soluciones mágicas" para la historia. Morita cerró la entrada de blog con la declaración "El director de la versión del anime Bokurano odia la obra original. Los televidentes no deben esperar para ver los aspectos que gustan del original que aparece en el manga. Así que los fans del manga, por favor, dejen de ver el anime".